# Constance Quéniaux

L'Origine du monde, een schilderij van Courbet; naar wordt aangenomen verbeeldt het schilderij het lichaam van Queniaux.

Constance Adolphine Quéniaux (Saint-Quentin 9 juli 1832 - Parijs 7 april 1908) was een Frans danseres en demi-mondaine. Eind september 2018 werd bekend dat ze mogelijk model stond voor het provocerende schilderij L'Origine du monde van Gustave Courbet.

## Biografie
Quéniaux werd in 1832 geboren als dochter van de ongehuwde Marie Catherine Quéniaux. Quéniaux bracht haar kindertijd door in armoede. Toch slaagde ze er op veertienjarige leeftijd in om danseres te worden bij de prestigieuze Parijse Opéra. Ze werd nooit meer dan een tweederangs danseres en combineerde de aanstelling met prostitutie. Zoals veel vrouwen in die tijd maakte ze zich goede manieren eigen, in de hoop verder te komen in het leven. Nadat ze haar baan als danseres wegens lichamelijke problemen moest staken, ging ze door met het verkopen van haar lichaam. Daarbij kwam ze in contact met Khalil Bey, Ottomaans-Egyptisch ambassadeur in Parijs, en ze werd zijn maîtresse. Naar nu wordt aangenomen liet de ambassadeur Quéniaux door Courbet op doek vereeuwigen voor zijn erotische schilderijenverzameling.
De verbintenis met Khalil Bey bracht Quéniaux in vermogende omstandigheden en tegelijk in de betere kringen. Ze moet daarna ook andere minnaars en beschermers hebben gehad, daar Bey slechts enkele jaren in Parijs is gebleven. Ze bezocht prestigieuze gelegenheden en had contacten met een verscheidenheid aan kunstenaars, onder wie Daniel Auber. Ook deed ze veel aan filantropie, onder meer door actief te zijn voor het Orphelinat des Arts, een instelling voor verweesde kunstenaarskinderen.
Quéniaux overleed in 1908. In haar nalatenschap trof men nog een schilderij van Courbet aan: een stilleven van bloemen. Behalve tulpen en irissen staan er vooral camelia's op, een bloem die sinds La Dame aux camélias van Alexandre Dumas fils symbool stond voor courtisanes.